# Cobée grimpante
Espèce
Classification phylogénétique
La cobée grimpante (Cobaea scandens) est une espèce de plantes à fleurs vivace de la famille des Polémoniacées. C'est une plante grimpante, herbacée, cultivée pour l'ornement des jardins. Le genre du nom « cobée » est incertain : Il est masculin pour certains dictionnaires usuels, alors qu'on voit généralement écrit « cobée grimpante » sur les sachets de graines. Le genre Cobaea fut dédié par Antonio José Cavanilles (1791) au savant jésuite espagnol Bernabé Cobo, né en 1582 près de Jaén (Andalousie), mort près de Lima (Pérou) en 1657, auteur de la Historia del Nuevo Mundo en 14 volumes,.

## Description
Elle est une plante grimpante à tiges grêles volubiles pouvant atteindre jusqu'à 8 à 10 m de long.
Feuilles pennées à 3 paires de folioles ovales, munies de vrilles.
Les fleurs violettes assez grandes (7 à 8 cm de long sur 3 à 5 cm de diamètre) apparaissent de juillet à octobre à l'aisselle des feuilles, solitaires. Elles ont une corolle en forme de campanule. 

## Distribution
Plante originaire du Mexique central. Elle est largement cultivée dans tous les continents, et s'est naturalisée dans les régions tropicales du Nouveau Monde.

## Utilisation
Elle est cultivée comme plante ornementale pour son aspect très décoratif. Son développement très rapide en fait une plante idéale pour garnir treillages et tonnelles.

### Culture
Bien qu'elle supporte de légers gels nocturnes, dans les zones tempérées elle est généralement cultivée comme une plante annuelle ou bien en serre.